# Abisara bazilensis
Abisara bazilensis är en fjärilsart som beskrevs av Hans Fruhstorfer 1900. Abisara bazilensis ingår i släktet Abisara och familjen Riodinidae. Inga underarter finns listade i Catalogue of Life.